# Andrej Golić
Andrej Golić, né le 10 février 1974 à Banja Luka en Yougoslavie (aujourd'hui en Bosnie-Herzégovine), est un ancien handballeur international naturalisé français, évoluant au poste de demi-centre et d'ailier gauche. Il est le fils de Boro Golić, ancien handballeur yougoslave, et le cousin de Nebojša Golić, ancien international yougoslave.
Il a remporté 16 titres pendant ses 14 saisons au Montpellier Handball et avec l'équipe de France, il est notamment championnat du monde en 2001.

## Biographie
Né à Banja Luka en Yougoslavie (aujourd'hui capitale de l'entité de la république serbe de Bosnie en Bosnie-Herzégovine) d'un père serbe et d'une mère macédonienne, il rejoint la France, déjà, où son père, Boro Golić, est entraineur de Bordeaux. Mais l'expérience tourne court, notamment à cause de la barrière de la langue, et six mois plus tard, Andrej retourne seul au pays où il fait le bonheur du RK Borac Banja Luka avec qui il remporte la Coupe de l'IHF. Mais la ville comme l'ensemble de la Yougoslavie étant en proie à de graves résurgences nationalistes, il doit quitter en 1991 son club et il rejoint alors la France pour retrouver son père, alors entraîneur à Nîmes. Ce départ, qu'il pense temporaire, sera finalement définitif.
Il joue une saison à l'USAM Nîmes 30 avant de rejoindre le Montpellier Handball. Avec celui-ci, il écrit les premières pages de ce qui va devenir le plus grand club de handball français. En 14 saisons au club, il remporte ainsi huit titres de champion de France et six coupes de France. Le titre majeur est toutefois la Ligue des champions 2003 remportée après avoir comblé un retard de huit buts concédé lors du match aller au club de PSA Pampelune de Jackson Richardson.
Après avoir obtenu sa naturalisation le 28 avril 1998, il joue pour l'équipe de France à 149 reprises, marquant 368 buts. Lors de sa première grande compétition, au championnat du monde 1999, il affronte l'équipe de république fédérale de Yougoslavie et vit alors une drôle d'expérience. Il entend d'abord l'hymne yougoslave dont il connaît les paroles et la musique, mais le pays où il est né n'existe plus. Puis la Marseillaise : il connaît la musique, mais il a du mal avec les paroles de l'hymne du pays qu'il s'est choisi. La France devra se contenter de la 6e place alors que la RF Yougoslavie, qu'a rejointe son cousin Nebojša Golić pour suppléer un joueur blessé, remporte la médaille de bronze.
Puis il participe à la campagne victorieuse en 2001 lors du championnat du monde se déroulant en France. Il obtient une nouvelle médaille avec la médaille de bronze en 2003.
Peu utilisé par son club de Montpellier lors de la saison 2005-2006, il décide de signer pour la saison suivante avec le club croate du RK Zagreb. À la suite d'une nouvelle blessure au genou, il met un terme à sa carrière en avril 2007.
Depuis sa retraite sportive, il est devenu agent de joueurs en créant sa propre agence, Golić Management.

## Palmarès

### Club
Sauf précision, le palmarès a été acquis avec le Montpellier Handball.
Compétitions internationales
- Coupe de l'IHF (1) : 1991 (avec  RK Borac Banja Luka)
- Ligue des champions (1) : 2003

Compétitions nationales
- Champion de France (8) : 1995, 1998, 1999, 2000, 2002, 2003, 2004, 2005
- Coupe de France (6) : 1999, 2000, 2001, 2002, 2003, 2005
- Coupe de la Ligue (1) : 2005
- Champion de Croatie (1) : 2007
- Coupe de Croatie (1) : 2007

### Équipe nationale
- 149 sélections et 368 buts (dont 60 penalties) en équipe de France

Jeux olympiques
- 6e aux Jeux olympiques de 2000 à Sydney en  Australie

Championnats du monde
- 6e au Championnat du monde de 1999 en  Égypte
- Médaillé d'or au Championnat du monde 2001 en  France
- Médaillé de bronze au Championnat du monde 2003 au  Portugal

### Récompenses individuelles
- Élu meilleur demi-centre de la saison en championnat de France (2) : 1997-1998 et 1998-1999